# Danemark au Concours Eurovision de la chanson 1963
Le Danemark a participé au Concours Eurovision de la chanson 1963 à Londres, au Royaume-Uni. C'est la 7e participation et la 1re victoire du Danemark au Concours Eurovision de la chanson.
Le pays est représenté par Grethe et Jørgen Ingmann et la chanson Dansevise, sélectionnés lors d'une finale nationale organisée par Danmarks Radio.

## Sélection

### Dansk Melodi Grand Prix 1963
Danmarks Radio (DR) organise la 7e édition du Dansk Melodi Grand Prix pour sélectionner l'artiste et la chanson qui représenteront le Danemark au Concours Eurovision de la chanson 1963.
La finale nationale, présentée par Mariane Birkelund, a eu lieu le 24 février 1963 à Copenhague. Parmi les participants de la finale nationale, certains ont déjà concouru ou concourront à une future édition de l'Eurovision : Birthe Wilke en 1957 et 1959 ; Dario Campeotto en 1961 ; Bjørn Tidmand en 1964 ; Gitte Hænning en 1973, pour l'Allemagne.

#### Finale
| Ordre | Artiste                  | Chanson                    | Traduction                            | Points | Place |
| ----- | ------------------------ | -------------------------- | ------------------------------------- | ------ | ----- |
| 1     | Melody Mixers            | Harlekin og Kolumbine      | Arlequin et Colombine                 | 11     | 6     |
| 2     | Dario Campeotto          | Tiden er en gammel bekendt | Le temps est une vieille connaissance | 15     | 5     |
| 3     | Gitte Hænning            | Lille sarte kvinde         | Petite femme délicate                 | 22     | 4     |
| 4     | Bjørn Tidmand            | Amiga mia                  | Mon amie                              | 30     | 2     |
| 5     | Grethe Sønck (en)        | Kære du                    | Te chérir                             | 4      | 7     |
| 6     | Preben Mahrt (da)        | Abstrakt                   | Abstrait                              | 0      | 8     |
| 7     | Grethe et Jørgen Ingmann | Dansevise                  | Chanson de danse                      | 44     | 1     |
| 8     | Birthe Wilke             | Pourquoi                   | -                                     | 24     | 3     |

## À l'Eurovision
Chaque jury national attribue un à cinq points à ses cinq chansons préférées.

### Points attribués par le Danemark
| 5 points | Italie      |
| 4 points | Suisse      |
| 3 points | Royaume-Uni |
| 2 points | Luxembourg  |
| 1 point  | Autriche    |

### Points attribués au Danemark
| 5 points                                              | 4 points  | 3 points                          | 2 points             | 1 point |
| ----------------------------------------------------- | --------- | --------------------------------- | -------------------- | ------- |
| - Belgique - Finlande - Luxembourg - Pays-Bas - Suède | - Norvège | - Autriche - Royaume-Uni - Suisse | - Allemagne - Italie |         |

Grethe et Jørgen Ingmann interprètent Dansevise en 8e position lors de l'Eurovision, après la Finlande et avant le Yougoslavie. Au terme du vote final, le Danemark termine 1er sur 16 pays, obtenant 42 points.